# Quinsin Nachoff
 (novembre 2014).
Si vous disposez d'ouvrages ou d'articles de référence ou si vous connaissez des sites web de qualité traitant du thème abordé ici, merci de compléter l'article en donnant les références utiles à sa vérifiabilité et en les liant à la section « Notes et références ».
Quinsin Nachoff, né le 21 décembre 1973, est un saxophoniste et clarinettiste de jazz canadien.

## Biographie
En tant que sideman, Quinsin Nachoff a joué avec bon nombre des musiciens parmi lesquels David Binney, Howard Johnson, Kenny Werner ou Michael Bates. Il a étudié entre autres avec Joe Lovano et a gagné ou été nommé pour plusieurs prix aux États-Unis et au Canada en tant que saxophoniste et clarinettiste.

## Discographie

### En tant que leader ou coleader
- 2000: Quinsin Nachoff’s Quiescence Quartet (Musictronic)
- 2006: Quinsin Nachoff’s Magic Numbers (Songlines Recordings)
- 2008: Quinsin Nachoff’s Horizons Ensemble
- 2020: Pivotal arc, (Whirlwind Recordings, WR4761)

### En tant que sideman

#### Avec Dave McMurdo Big Band
- 1993: Live at the Montreal Bistro (Sackville Recordings)
- 2004: Phil Nimmons music (Sackville Recordings)

#### Avec Nick Fraser Trio
- 1997: Owls in Daylight (Mutable Records)

#### Avec Freeflight
- 1999: Freeflight The Big Band (Sony Music)

#### Avec Tim Posgate Horn Band
- 2000: An Eager Leap (Guildwood Records)
- 2005: Tim Posgate Hornband featuring Howard Johnson (Guildwood Records)

#### Avec Michael Herring's Vertigo
- 2006: Coniferous Revenge (featuring David Binney) (Indies Records)
- 2009: Dark Materials (featuring David Binney) (Romhog Records)

#### Avec Michael Bates' Outside Sources
- 2003: Outside Sources (Pommerac Records)
- 2004: A Fine Balance (Between the lines)
- 2008: Clockwise (Greenleaf Music)
- 2009: Live in New-York (Greenleaf Music)